# 大眾金融控股

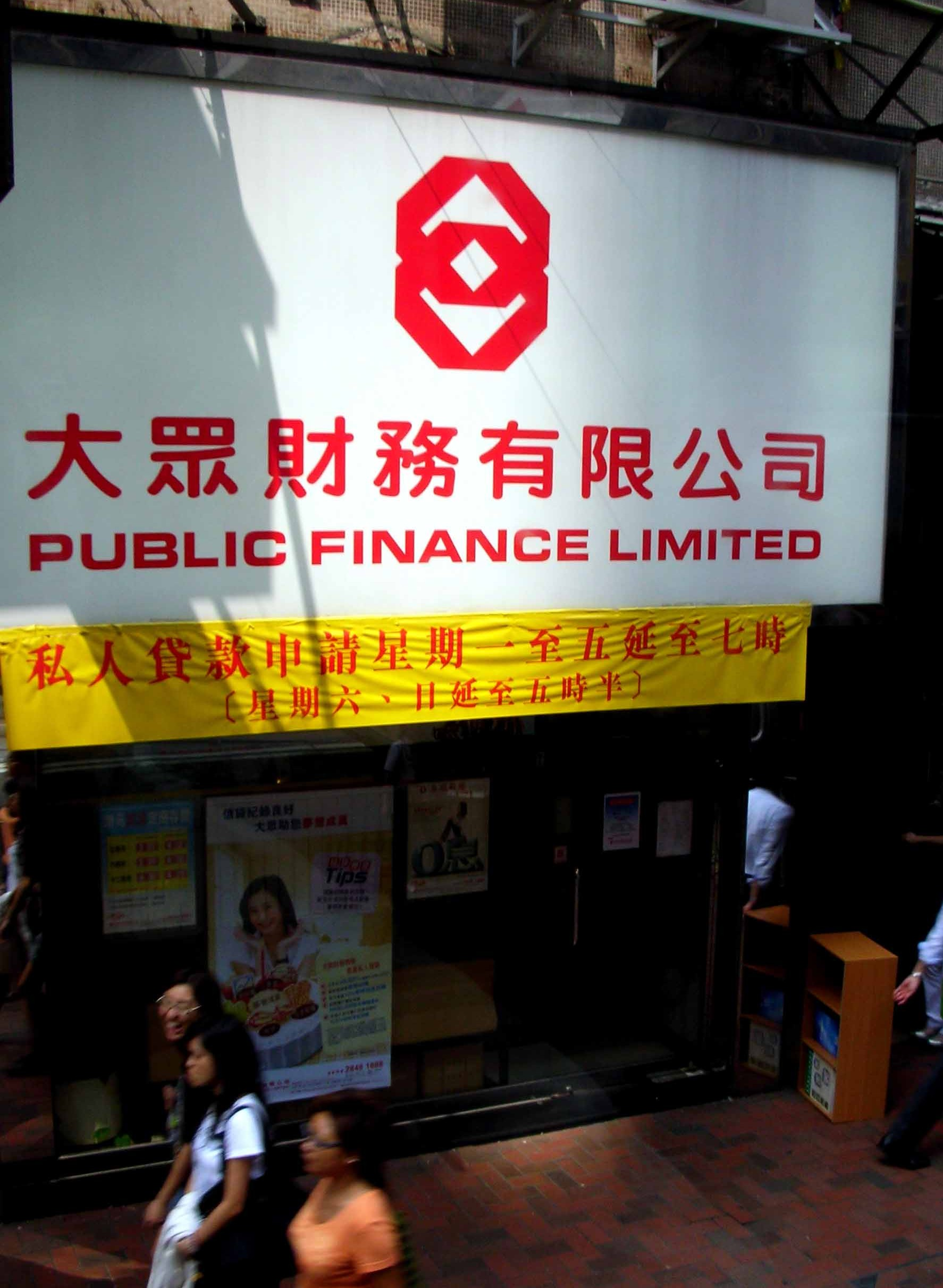
大眾財務位於香港北角的辦事處

大眾金融控股有限公司（原名為「日本信用保證集團」）（港交所：0626）於1991年8月16日根據百慕達1981年公司法於百慕達註冊成立之投資控股公司，是一家在香港交易所上市的金融公司，並為恒生香港小型股指數成份股之一。主要業務為接受客戶存款、提供個人與商業貸款、信用卡業務、按揭貸款、證券經紀服務、投資物業租賃、向的士及公共小型巴士之買家提供融資及買賣的士車輛與的士牌照及出租的士。
公司在百慕達註冊，主席為 丹斯里拿督鄭鴻標。2005年資產淨值為HKD 2,393,434,000 ，純利為HKD 446,297,000 。

## 大眾財務
大眾金融控股旗下的大眾財務有限公司（Public Finance Limited）是香港的一間財務機構，亦是香港的一家接受存款公司，其前身是日本信用保證財務有限公司（JCG Finance Company, Limited，JCG），1977年10月20日由日籍台裔商人長原彰弘博士根據香港《公司條例》在香港註冊成立，1978年1月31日根據銀行業條例註冊為接受存款公司。
1990年，日本信用保證財務有限公司因美國投資失利，被馬來西亞的大眾銀行收購，成為大眾金融集團的成員之一，2006年1月16日起改名為現時名稱。
大眾財務以「大眾財務，大眾首選」為口號。
日本信用保證財務有限公司的原股東在賣出公司之後，於1991年1月29日創立了另外一間財務機構 — 亞洲聯合財務有限公司（簡稱UA），繼續由長原彰弘主理，註冊資本4000萬港元。1993年獲聯合集團及個別日資財務公司入股，再把部份日本財團股權售予新鴻基金融集團，再於2007年元旦成為新鴻基金融集團成員。

## 外部連結
- 大眾財務（页面存档备份，存于）